# Aderus darwinensis
Aderus darwinensis es una especie de coleóptero de la familia Aderidae. Fue descrita científicamente por George Charles Champion en 1916. La identificación en el género Aderus no es completamente  clara, está considerado incertae sedis.

## Distribución geográfica
Habita en Australia.